# میدان قیام
میدان قیام با نام پیشین «میدان شاه» یکی از میدان‌های قدیمی تهران است که در منطقه تاریخی تهران جای گرفته است. این میدان از سمت شرق به خیابان قیام، از غرب به خیابان مولوی و از شمال و جنوب به خیابان ری (سپهبد رزم‌آرای پیشین) منتهی می‌شود. ایستگاه متروی میدان قیام یکی از ایستگاه‌های خط هفت مترو تهران است که در میدان قیام واقع شده‌است.
این میدان در دوره پهلوی «میدان شاه» نام داشت که پس از انقلاب ۱۳۵۷ به «میدان قیام» تغییر نام داده شد. دلیل این نامگذاری این بود که قیام ۱۵ خرداد برای نخستین بار در تهران از «مسجد حاج ابوالفتح» که در ضلع شمال غربی این میدان قرار دارد آغاز شد.

## پیشینه
عباس منظرپور در کتاب «در کوچه و خیابان» نوشته است:‌ نخستین گذرگاهی که به نام خیابان نامگذاری شد همین خیابان اسماعیل بزاز است، خیابانی که در فاصله میدان شاه سابق (قیام کنونی) تا چهارراه مولوی قرار دارد.